# Camilo Benzi
Camilo Carlos Benzi Pérez (Villa Alemana, Región de Valparaíso, Chile, 23 de junio de 1957) es un exfutbolista chileno que jugó en la posición de Delantero. Fue campeón de Primera División con Everton de Viña del Mar en 1976.

## Trayectoria
Se inició como futbolista profesional en Everton de Viña del Mar en 1975 y al año siguiente se corona campeón de Primera División con el club viñamarino. En 1979 pasa a Cobreloa logrando el subcampeonato de aquel año, luego Universidad Católica en 1980, y Palestino en 1982 y 1983, donde es subcampeón de Copa Chile.
Los últimos años de su carrera los juega en clubes de la Quinta Región, Unión San Felipe en 1984 y 1985, San Luis de Quillota en 1986 e Iván Mayo de Villa Alemana en 1987.

## Clubes
| Club                 | País  | Año       |
| -------------------- | ----- | --------- |
| Everton              | Chile | 1975-1976 |
| Audax Italiano       | Chile | 1977      |
| Everton              | Chile | 1978      |
| Cobreloa             | Chile | 1979      |
| Universidad Católica | Chile | 1980      |
| Coquimbo Unido       | Chile | 1981      |
| Palestino            | Chile | 1982-1983 |
| Unión San Felipe     | Chile | 1984-1985 |
| San Luis             | Chile | 1986      |
| Iván Mayo            | Chile | 1987      |

## Palmarés
| Título           | Club    | País  | Año  |
| ---------------- | ------- | ----- | ---- |
| Primera División | Everton | Chile | 1976 |